# Нью-Блейн (Арканзас)
Нью-Блейн (англ. New Blaine) — переписна місцевість (CDP) в США, в окрузі Логан штату Арканзас. Населення — 173 особи (2020).

## Географія
Нью-Блейн розташований за координатами 35°17′33″ пн. ш. 93°25′9″ зх. д. / 35.29250° пн. ш. 93.41917° зх. д. (35.292520, -93.419083).  За даними Бюро перепису населення США в 2010 році переписна місцевість мала площу 5,06 км², з яких 4,22 км² — суходіл та 0,84 км² — водойми.

## Демографія
Згідно з переписом 2010 року, у переписній місцевості мешкали 174 особи в 71 домогосподарстві у складі 48 родин. Густота населення становила 34 особи/км².  Було 89 помешкань (18/км²). 
Расовий склад населення:
| - 98,3 % — білих |

До двох чи більше рас належало 1,1 %. Іспаномовні складали 2,3 % від усіх жителів.
За віковим діапазоном населення розподілялося таким чином: 23,0 % — особи молодші 18 років, 55,7 % — особи у віці 18—64 років, 21,3 % — особи у віці 65 років та старші. Медіана віку мешканця становила 41,0 року. На 100 осіб жіночої статі у переписній місцевості припадало 120,3 чоловіків;  на 100 жінок у віці від 18 років та старших — 103,0 чоловіків також старших 18 років.
Середній дохід на одне домашнє господарство  становив 46 383 долари США (медіана — 53 167), а середній дохід на одну сім'ю — 51 030 доларів (медіана — 53 542). 
Цивільне працевлаштоване населення становило 104 особи. Основні галузі зайнятості: освіта, охорона здоров'я та соціальна допомога — 59,6 %, роздрібна торгівля — 23,1 %, будівництво — 9,6 %, виробництво — 7,7 %.